# 이숭녕
이숭녕(李崇寧, 1908년 7월 5일~1994년 2월 2일)은 대한민국의 국어학자이다.

## 생애
한성부 출생이다. 호는 심악(心岳)이다. 1933년 경성제대 문학부를 나온 뒤 1945년 경성대학 법문학부 조교수가 되었다. 그 후, 교수자격 심사위원·학술원 회원·진단학회 상임이사 등을 지냈으며, 1956년 서울대학교에서 문학박사 학위를 받았다. 1965년 국어학회 이사장, 1971년 서울대학교 대학원장을 지냈다.

## 업적
대한민국의 음운론 연구의 제일인자로 많은 공을 세웠다.

## 저서

### 저술
- 《국어 음운론 연구》
- 《국어학 논고》
- 《중세 국어문법》
- 《음교 음론 연구》등.

### 논문
- 〈신라시대의 표기법체계에 관한 시론(試論)〉 《서울대학교 논문집 2》(1955)

### 논문모음집
- <이숭녕국어학선집>1~3 (1988, 민음사)
- <심악이숭녕전집>1~15(2011, 한국학술정보)

## 사회 활동
1976년 국어학회장, 1984~1990년 한국산악회 회장을 지냈다. 1985년 무궁화선양회 총재를 역임하였다.

## 수상
1961년 3·1 문학상을 받았다. 서울시 문화상, 학술원상, 3·1문화상, 화랑무공훈장, 문화포장, 국민훈장 동백장·모란장

## 같이 보기
- 전광용
- 남광우
- 강신항